# سوسیال امپریالیسم
سوسیال امپریالیسم (به انگلیسی: Social imperialism) به عنوان یک اصطلاح سیاسی، ایدئولوژی سیاسی احزاب یا ملت‌هایی است که به گفته ولادیمیر لنین رهبر اتحاد شوروی، «در کلام سوسیالیست، در عمل امپریالیست» هستند. در کاربرد آکادمیک این عبارت به دولت‌هایی گفته می‌شود که درگیر امپریالیسم هستند تا صلح اجتماعی داخلی را حفظ کنند.

## تاریخچه مفهومی

### استفاده سیاسی
اصطلاح «سوسیال امپریالیسم» یک عبارت مارکسیستی است که معمولاً به شکلی تحقیرآمیز استفاده می‌شود. این عبارت برای اولین بار در محافل مارکسیستی در اوایل قرن بیستم در مورد موضع بین‌الملل دوم در قبال جنگ جهانی اول و به ویژه در مورد حزب سوسیال دموکرات آلمان استفاده شد. در این زمینه بسیار شبیه به اصطلاحات سوسیال شوونیسم و میهن‌پرستی اجتماعی است، اما قابل تعویض نیست.
در دهه‌های بعد، مهم‌ترین کاربرد این عبارت در نقد مائوئیستی اتحاد جماهیر شوروی بوده‌است. مائو تسه‌تونگ استدلال می‌کرد که اتحاد جماهیر شوروی خود به یک قدرت امپریالیستی تبدیل شده و در عین حال ظاهر سوسیالیستی را حفظ کرده‌است. رهبر آلبانیایی و متحد چین، انور خوجه، در این تحلیل با مائو موافق بود، پیش از آن که بعداً از این عبارت برای محکوم کردن نظریه سه جهان مائو در بحبوحه شکاف چین و آلبانی استفاده کرد.

## استفاده آکادمیک
این اصطلاح همچنین به عنوان یک ابزار مفهومی توسط دانشگاهیان چپ‌گرا، به‌ویژه در رابطه با تاریخ مدرن آلمان، استفاده شده‌است. کاربرد آکادمیک این عبارت معمولاً برای توصیف دولت‌هایی است که در امپریالیسم به منظور حفظ صلح اجتماعی داخلی شرکت می‌کنند. هانس اولریش ولر، مورخ چپ‌گرای آلمانی، سوسیال امپریالیسم را اینگونه تعریف کرده‌است: «انحراف از تنش‌های داخلی و نیروهای تغییر به منظور حفظ وضعیت موجود اجتماعی و سیاسی» و به‌عنوان «ایدئولوژی دفاعی» برای مقابله با «اختلال‌کننده‌ها». اثرات صنعتی شدن بر ساختار اجتماعی و اقتصادی آلمان. به نظر وهلر، سوسیال امپریالیسم وسیله ای بود که به دولت آلمان اجازه می‌داد توجه عمومی را از مشکلات داخلی منحرف کند و نظم اجتماعی و سیاسی موجود را حفظ کند. وهلر استدلال می‌کرد که نخبگان مسلط از سوسیال امپریالیسم به عنوان چسبی برای نگه داشتن جامعه ای از هم گسیخته و حفظ حمایت مردمی از وضعیت موجود استفاده می‌کنند. وهلر استدلال کرد که سیاست استعماری آلمان در دهه ۱۸۸۰ اولین نمونه از سوسیال امپریالیسم در عمل بود و توسط طرح تیرپیتز برای گسترش نیروی دریایی آلمان از سال ۱۸۹۷ دنبال شد. از این منظر، گروه‌هایی مانند انجمن استعماری و اتحادیه نیروی دریایی به عنوان ابزاری برای دولت در جهت بسیج حمایت عمومی در نظر گرفته می‌شوند. خواسته‌ها برای الحاق بیشتر اروپا و آفریقا در جنگ جهانی اول توسط ولر به عنوان اوج سوسیال امپریالیسم تلقی می‌شود.
جف الی، مورخ مارکسیست بریتانیایی، معتقد است که نظریه امپریالیسم اجتماعی وهلر سه نقص دارد. اولین مورد این است که وهلر به رهبرانی مانند دریاسالار آلفرد فون تیرپیتز و شاهزاده برنهارد فون بولو از بینش بیشتری نسبت به آنچه در حقیقت برخوردار بودند، اعتبار می‌بخشد. دوم این که بسیاری از گروه‌های فشار در سمت راست که از سیاست امپریالیستی برای آلمان دفاع می‌کردند، ساخته‌های دولت نبودند و در واقع اغلب خواستار سیاست‌های تهاجمی‌تر از آنچه دولت بود. مورد سوم این بود که بسیاری از این گروه‌های لابی گر امپریالیستی علاوه بر امپریالیسم در خارج، خواستار سیاست اصلاحات سیاسی و اجتماعی در داخل بودند. ایلی استدلال می‌کرد که آنچه در اندیشیدن به سوسیال امپریالیسم لازم است، تصویری گسترده‌تر با تعاملی از بالا و پایین، و دیدگاهی گسترده‌تر از رابطه بین امپریالیسم خارج از کشور و سیاست داخلی است.
یکی از قابل توجه‌ترین کاربردهای مفهوم سوسیال امپریالیسم توسط مورخ مارکسیست بریتانیایی تیموتی میسون بود که استدلال کرد جنگ جهانی دوم توسط سوسیال امپریالیسم ایجاد شد. به عقیده میسون، سیاست خارجی آلمان تحت تأثیر ملاحظات سیاسی داخلی قرار داشت و آغاز جنگ جهانی دوم در سال ۱۹۳۹ به بهترین وجه به عنوان «نوع وحشیانه سوسیال امپریالیسم» شناخته شد. میسون استدلال می‌کرد که «آلمان نازی همیشه در برخی زمان‌ها متمایل به یک جنگ بزرگ توسعه‌ای بود». با این حال، میسون بیان می‌کند که زمان وقوع چنین جنگی توسط فشارهای سیاسی داخلی، به ویژه در رابطه با یک اقتصاد در حال شکست، تعیین شد. به گفته میسون، تا سال ۱۹۳۹، «گرم شدن بیش از حد» اقتصاد آلمان ناشی از تسلیح مجدد، شکست برنامه‌های مختلف تسلیح مجدد ناشی از کمبود کارگران ماهر، ناآرامی‌های صنعتی ناشی از فروپاشی سیاست‌های اجتماعی آلمان و کاهش شدید زندگی بود. استانداردهای طبقه کارگر آلمان، هیتلر را مجبور کرد که در زمان و مکانی به جنگ برود که انتخاب او نبود. میسون ادعا کرد که در مواجهه با بحران عمیق اجتماعی-اقتصادی، رهبری نازی تصمیم گرفته بود سیاست خارجی بی‌رحمانه‌ای را برای تصرف سرزمین‌هایی در اروپای شرقی که می‌توانستند بی‌رحمانه برای حمایت از استانداردهای زندگی در آلمان غارت شود، آغاز کند. میسون سیاست خارجی آلمان را ناشی از سندرم فرصت طلب «قربانی بعدی» پس از آنشلوس توصیف کرد ، که در آن «بی بند و باری نیات تهاجمی» با هر حرکت موفق سیاست خارجی تغذیه می‌شد. به نظر میسون، تصمیم برای امضای پیمان عدم تجاوز آلمان و شوروی و حمله به لهستان و خطر جنگ با بریتانیا و فرانسه، کنار گذاشتن هیتلر از برنامه سیاست خارجی خود بود که در کتاب نبرد من و Zweites بیان شده‌است. بوخ، و به دلیل نیاز به تصرف و غارت سرزمین‌های خارج از کشور به منظور جلوگیری از فروپاشی اقتصاد آلمان، او را مجبور کرد. تئوری میسون در مورد جنگ جهانی دوم به عنوان یک عمل سوسیال امپریالیسم و به عنوان یک «فرار به جنگ» ناگهانی در سال ۱۹۳۹ قرار بود او را در دهه ۱۹۸۰ در مناظره ای با ریچارد آوری مورخ بریتانیایی شرکت دهد.

## سوسیال امپریالیست‌های برجسته آلمان
- جوزف بلوخ، سردبیر ماهنامه سوسیالیست
- ریچارد کالور
- گرهارد هیلدبراند
- کارل لوتنر
- ماکس مورنبرچر
- لودویگ کوسل
- ماکس شیپل